# Idaea amputata
Idaea amputata är en fjärilsart som beskrevs av W. Warren 1899. Idaea amputata ingår i släktet Idaea och familjen mätare. Inga underarter finns listade i Catalogue of Life.